# Centralizacja Stronnictw Demokratycznych, Socjalistycznych i Syndykalistycznych
Centralizacja Stronnictw Demokratycznych, Socjalistycznych i Syndykalistycznych – porozumienie polityczne powstałe 25 lutego 1944, skupiające ugrupowania lewicowe: Robotniczą Partię Polskich Socjalistów, Polskie Stronnictwo Demokratyczne (polityczna przybudówka KOP), PLAN, Związek Syndykalistów Polskich oraz Syndykalistyczną Organizację „Wolność” i Bund, który przeszedł z PPS WRN do Centralizacji w kwietniu-maju 1944 r. Organem wykonawczym organizacji był Centralny Komitet Ludowy (CKL), a siłą zbrojną Polska Armia Ludowa.
Z inicjatywy Naczelnego Komitetu Ludowego doszło do porozumienia przedstawicieli Zjednoczonych Stronnictw Demokratycznych i Socjalistycznych z przedstawicielami Patriotycznego Frontu Lewicy Polskiej. Na skutek porozumienia tych bloków utworzony został blok pod nazwą Centralizacja Stronnictw Demokratycznych, Socjalistycznych i Syndykalistycznych.
W zebraniu założycielskim Centralnego Komitetu Ludowego na początku lutego wzięły udział delegacje SPD z inż. Romualdem Millerem na czele, PSD - z Henrykiem Boruckim, RPPS i NKL z Teofilem Głowackim, ZSP ze Stefanem Szwedowskim. Przewodniczącym CKL został Romuald Miller, sekretarzem Teofil Głowacki, zastępcą sekretarza Ferdynand Arczyński, przedstawicielem ZSP - Stefan Szwedowski. Przewodniczący NKL Wacław Barcikowski nie wszedł do CKL, pozostając przewodniczącym PLAN, która do Komitetu  wydelegowała Feliksa Wiesenberga.
Centralizacja w swej deklaracji programowej zajęła negatywne stanowisko zarówno wobec RJN jak i KRN i wysuwała propozycje wyłonienia szerokiej reprezentacji, która objęła by ugrupowania od centrum po skrajną lewicę z PPR włącznie.
W końcu lipca 1944 r. , już po powstaniu Polskiego Komitetu Wyzwolenia Narodowego, została podjęta decyzja w sprawie wejścia CKL do KRN, a 4 sierpnia miała się odbyć konferencja połączeniowa. Przeszkodził temu wybuch Powstania warszawskiego. Dopiero w końcu września PPS-Lewica weszła wraz z CKL i Radą Obrony Narodu, jednocząc kilkanaście mniejszych organizacji konspiracyjnych w skład Powstańczego Porozumienia Demokratycznego, które uznało KRN i PKWN.